# Sint-Pietersbergplan

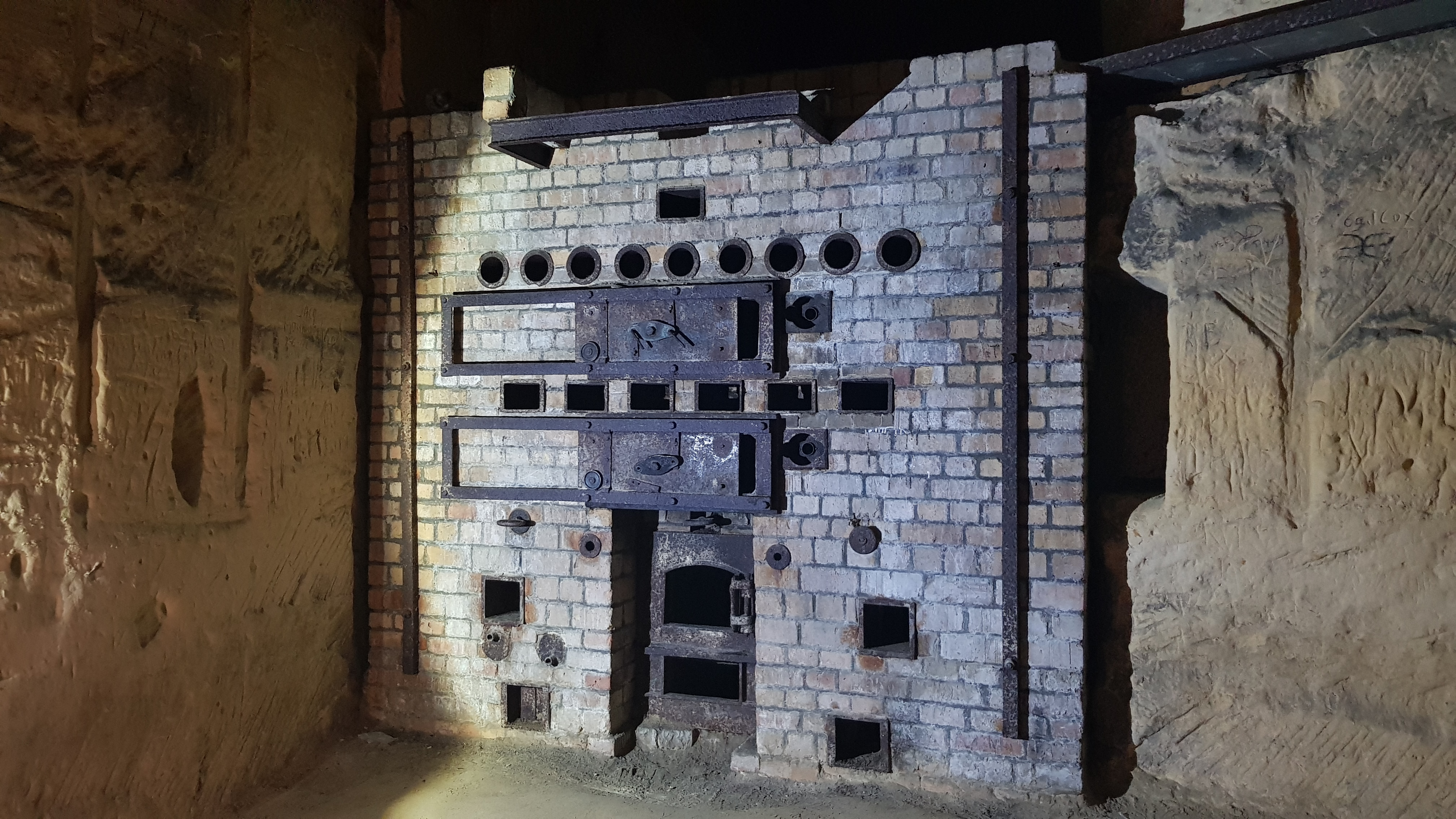
Een van de ovens die tijdens de Tweede Wereldoorlog werd gebouwd

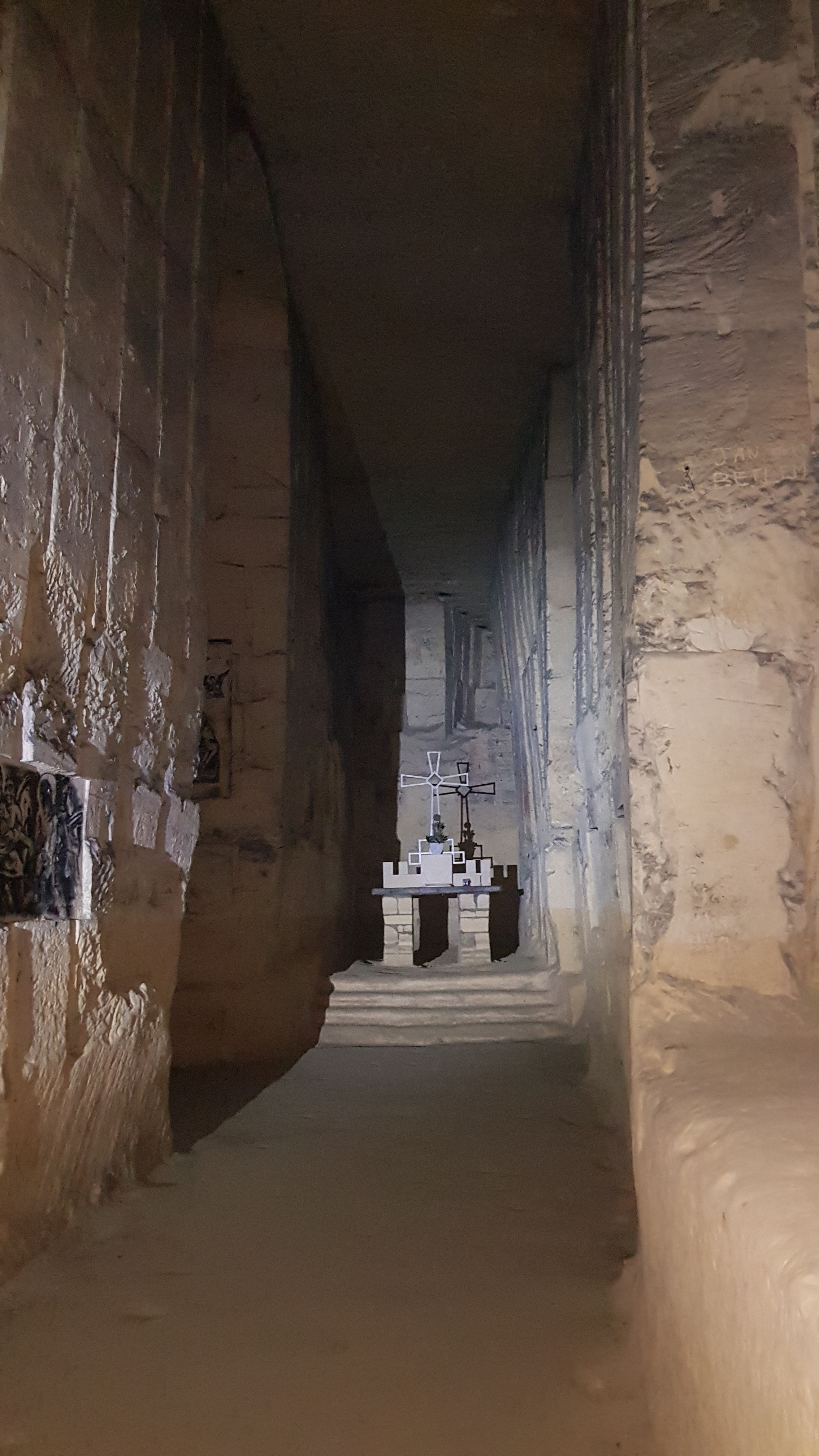
De 1e kapel

Het Sint-Pietersbergplan was een evacuatieplan tijdens de Tweede Wereldoorlog om inwoners van de Nederlandse stad Maastricht een veilig onderkomen te bieden. Het plan omvatte de opzetting van een evacuatiecentrum in de Sint-Pietersberg dat voornamelijk in het Gangenstelsel Zonneberg en deels in het Noordelijk Gangenstelsel werd gesitueerd. Binnen Zonneberg werd het gedeelte van de Wilde Berg wel gebruikt, maar Zwarte Berg niet. Daarnaast waren er ook schuilgelegenheden in de kazematten.

## Geschiedenis

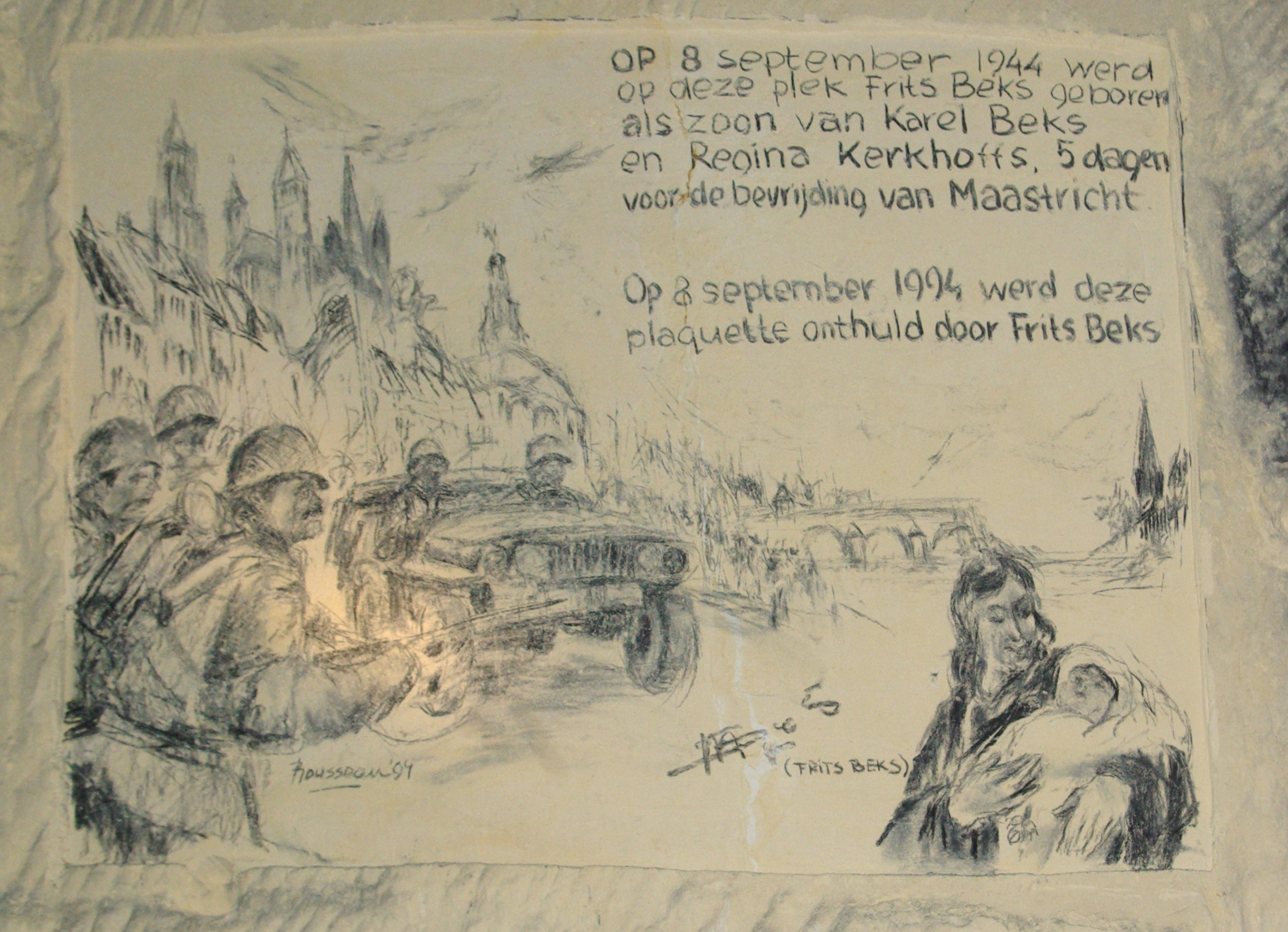
Wandschildering die herinnert aan de geboorte in het gangenstelsel

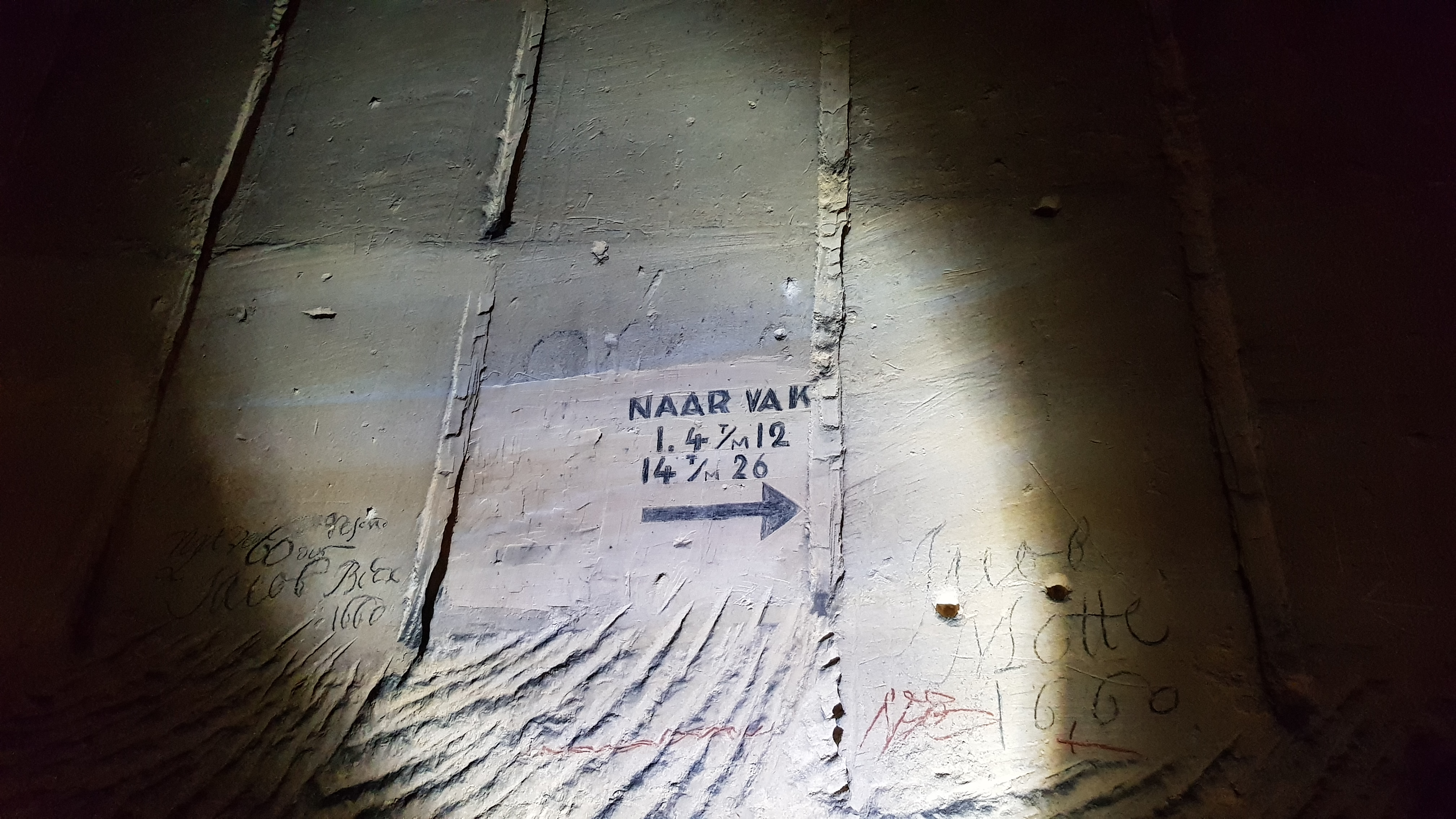
Aanduiding op een muur die de weg wees naar de vakken

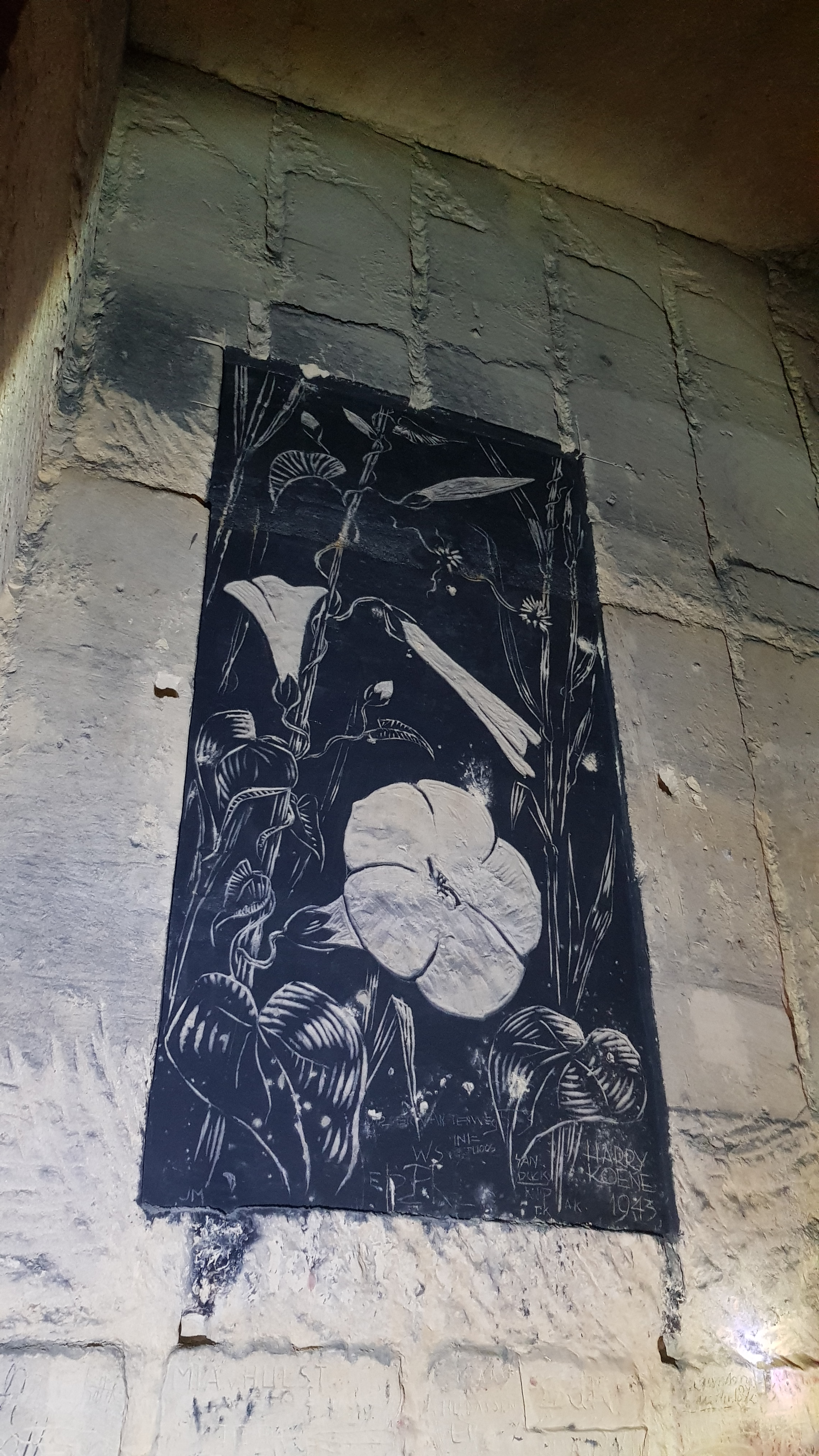
Scrafito aan begin Bloemenweg

Tijdens de Tweede Wereldoorlog bestond er de vrees dat Maastricht in de frontlinie zou komen te liggen gepaard gaande met veel bombardementen. In 1943 werd door drie Maastrichtenaren een comité gevormd en het plan ontwikkeld om een evacuatiecentrum op te zetten in de Sint-Pietersberg. Op 16 juni 1943 diende het Comité Sint-Pietersbergplan een rapport in bij de gemeente Maastricht om de Sint-Pietersberg gereed te maken als schuilgelegenheid. Het hoofd van de schuilkelderdienst zegde zijn medewerking toe en op 7 augustus 1943 keurden de burgemeester en de commissaris der provincie goed dat het comité een bedrag van ƒ 35.000,- ter beschikking kreeg. De middelen werden als lening verstrekt die later door het comité terugbetaald moest worden door geld te verwerven via een inzamelingsactie. Er werd afgesproken dat het comité de leiding had over het plan, maar dat bij het overgaan tot een officiële evacuatie de gemeentelijk evacuatiecommissaris de leiding kreeg.
Om het plan te kunnen realiseren werd de expert ir. D.C. van Schaïk gevraagd om advies, evenals de heer Kloppenburg van het Staatstoezicht op de Mijnen. Zij waarschuwden dat er overlast van regenwater kon zijn die eenvoudig verholpen kon worden, maar gaven positief advies om het Gangenstelsel Zonneberg te gebruiken als evacuatiecentrum.
Op 21 september 1943 bracht Van Schaïk, in overleg met de heer Kloppenburg, een uitgebreid rapport uit aan het Comité Sint-Pietersbergplan waarin hij verschillende aspecten van het plan besprak, te weten: het aantal personen, hoeveel lucht er beschikbaar is en de verversing van lucht in het gangenstelsel, over de onderbrenging van medische faciliteiten (ziekenhuis) en de verbreding van het Padvindersgat. In zijn rapport adviseerde hij niet meer dan ongeveer 25.000 mensen onder te brengen in Zonneberg, omdat de beschikbare ruimte in het gangenstelsel slechts beperkt was, met eventueel nog eens 15.000 mensen in het Noordelijk Gangenstelsel. Het Gangenstelsel Zonneberg zou voldoende in- en uitgangen hebben, maar het Noordelijk Gangenstelsel had er te weinig. Alles bij elkaar zou het volgens Van Schaïk onvoldoende zijn om de gehele bevolking van Maastricht van 70.000 mensen te huisvesten. Een deel van het Noordelijke Gangenstel zou volgens hem ideaal zijn om een ziekenhuis of medische afdeling te huisvesten, maar voor beide zou te weinig ruimte zijn.
Op 30 mei 1944 bracht Van Schaïk een tweede adviesrapport uit dat geschreven was voor de Evacuatie-Commissaris waarin hij instructies gaf over welke ingangen gebruikt konden worden en welke maatregelen er genomen dienden te worden.
Als het zover zou gekomen zijn dat duizenden mensen voor langere tijd in de berg zouden verblijven, moesten er voldoende voorzieningen zijn, ruimtes worden ingericht en materialen beschikbaar zijn om dit mogelijk te maken. Architect Harry Koene kreeg de verantwoordelijkheid om de gangenstelsels in te richten en hij werd tevens benoemd tot algemeen uitvoerder.
Om de mensen snel te kunnen onderbrengen hadden jongeren van het nabijgelegen Veldekecollege een spoedcursus gekregen om snel wegwijs te kunnen in het gangenstelsel. Ze kregen een schematisch plattegrond van het gangenstelsel met de verschillende hoofdgangen aangeleerd.
Halverwege augustus 1944 leek de bevrijding van Maastricht te naderen en legde men grote voedselvoorraden aan (zoals meel). Er werd echter nooit een officiële evacuatie afgekondigd. Vanaf begin september 1944 begonnen er wel mensen het evacuatiecentrum te gebruiken als toevluchtsoord. Doordat er geen officiële evacuatie afgekondigd was, verliep dit verblijf niet soepel. Zo was er geen politiedienst aanwezig en geen toezicht en er waren geen artsen. Ook werden in de ovens geen enkel brood gebakken.
Wel waren er tal van vrijwilligers actief die het verblijf van de mensen in goede banen probeerden te leiden, waaronder een groot aantal gidsen die toezagen op hoe het verliep en de mensen de weg wezen in het uitgebreide gangenstelsel. Ook was er een EHBO-post en kwam er een huisarts helpen. De meeste aanwezigen verbleven in vak 2, in de buurt van de bakkerij, de 1e kapel en de Bloemenweg.
Op 8 september 1944 werd er in de bakkerij van het evacuatiecentrum, zo'n dertig meter onder de grond, een kind geboren met de naam Frits Beks. De EHBO-post had de moeder verplaatst naar de ruimte bij de bakovens, omdat er hier gestookt kon worden om het enigszins warm te maken. Na de geboorte werd er in het gangenstelsel een processie gehouden waarbij men het pasgeboren kind meenam naar de ondergrondse kapel waar deze gedoopt werd door een pater franciscaan.
Op 14 september 1944 werd Maastricht bevrijdt zonder dat Maastricht in de frontlinie kwam te liggen en er een massale evacuatie nodig was. In de berg hebben uiteindelijk 3000 tot 5000 mensen zich schuilgehouden. De aanwezigheidspiek van mensen die schuilden in het gangenstelsel lag tussen 4 en 15 september. Op 15 september was het gangenstelsel weer zo goed als verlaten.
Op 8 september 1994 werd er bij de bakovens een nieuwe wandschildering onthuld die er aan herinnert dat er hier vijftig jaar geleden een kind werd geboren.

## Indeling

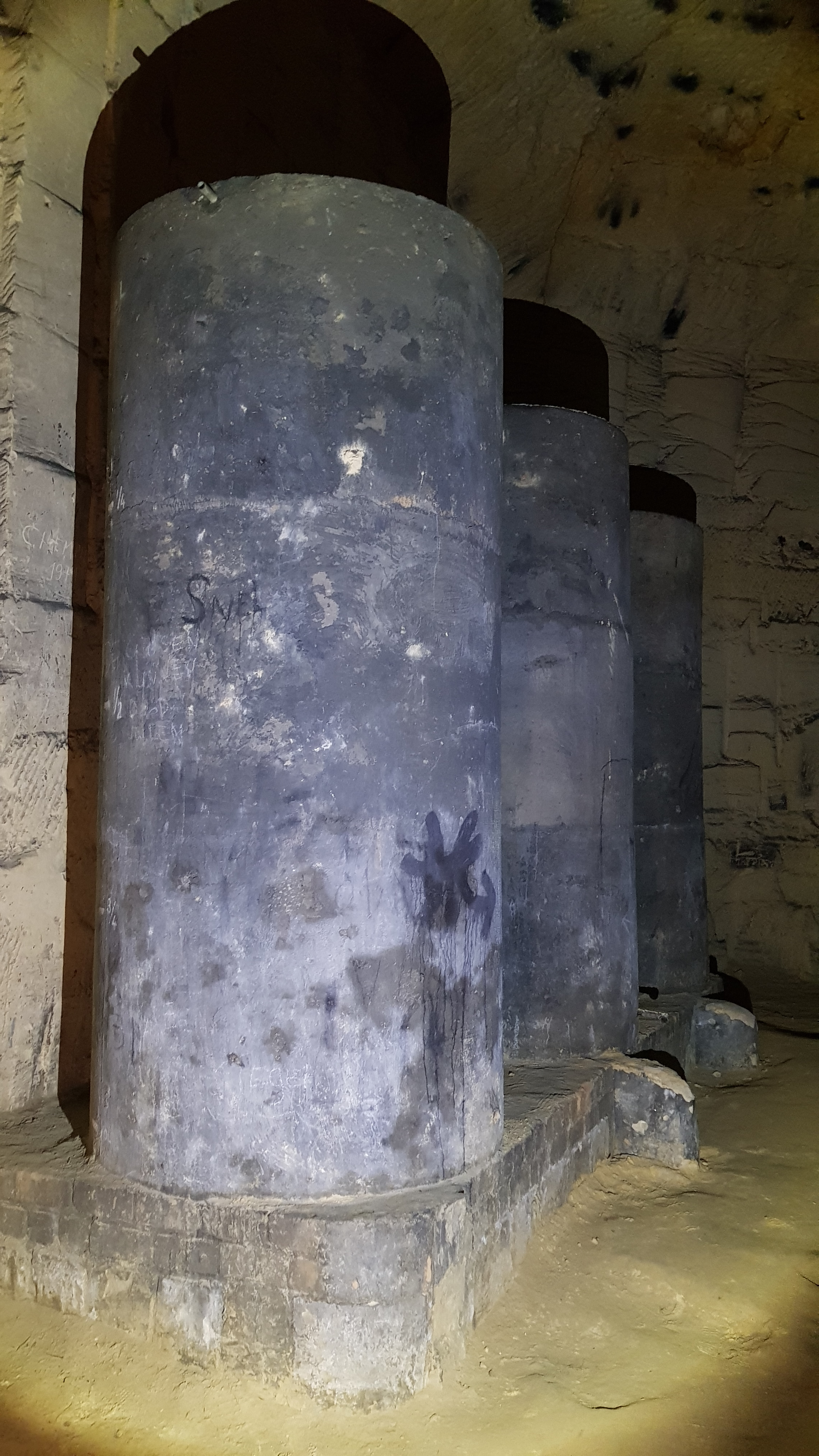
Een van de opslagplaatsen voor het opgepompte drinkwater

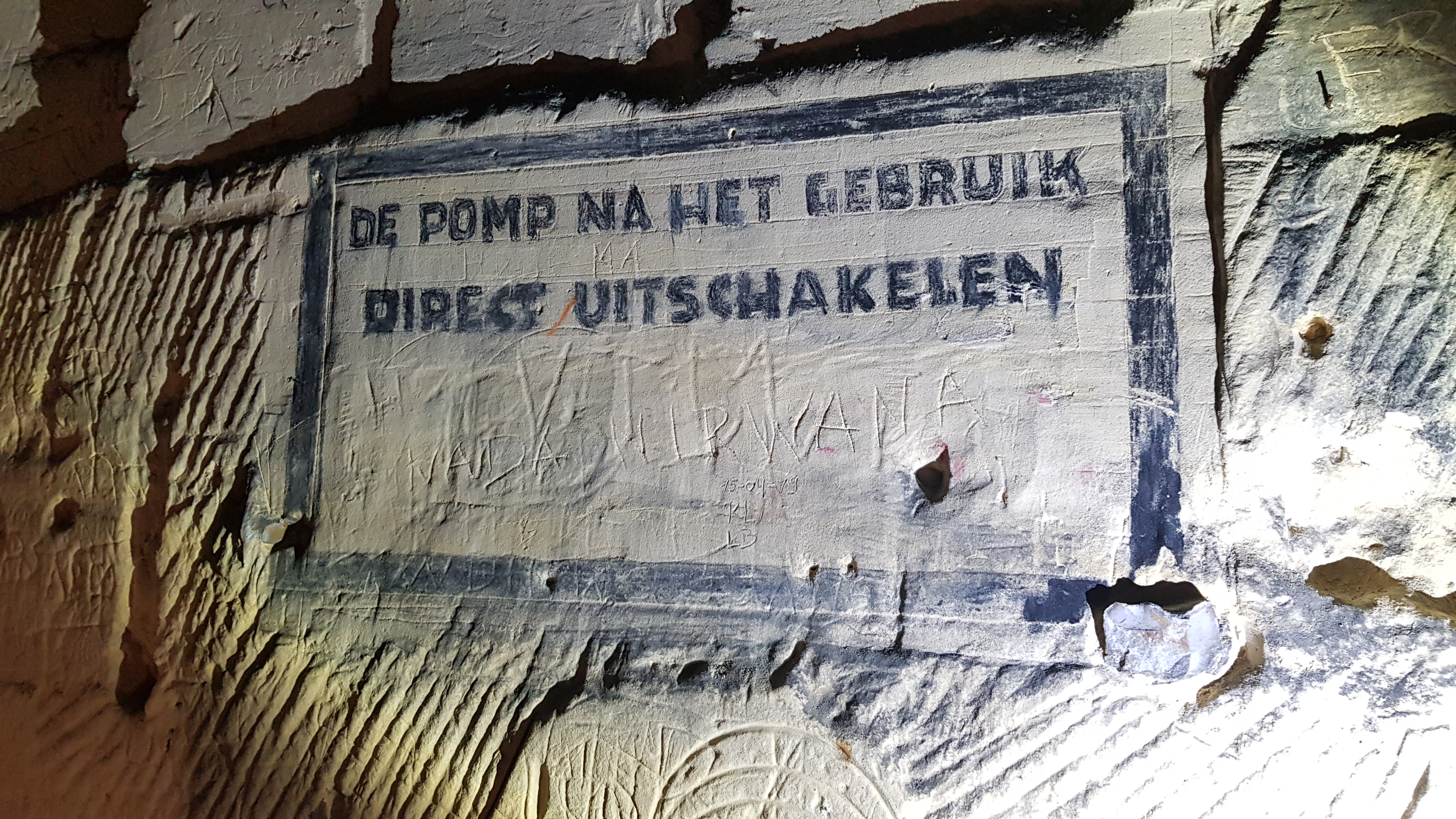
Instructies voor de pomp

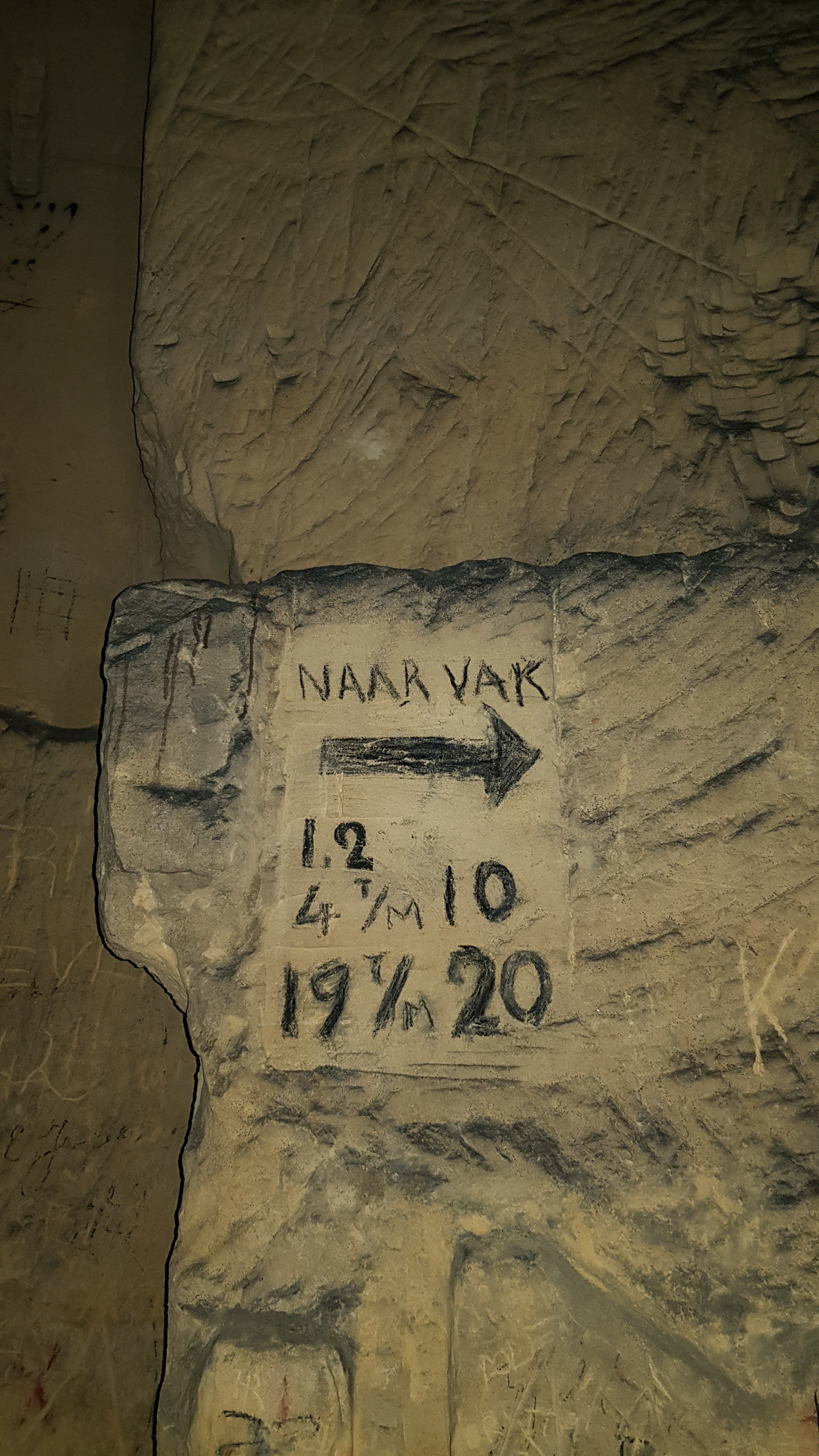
Pijl met vaknummers

Het ondergrondse gangenstelsel was door architect Harry Koene ingericht met een systeem van vakken en hoofdpaden. In het Gangenstelsel Zonneberg (inclusief Wilde Berg, exclusief Zwarte Berg) en in het Noordelijk Gangenstelsel tussen het Padvindersgat en de Van Schaïktunnel waren er 27 vakken gecreëerd die correspondeerden met de nummers van de buurten in de stad. Iemand die woonachtig was in de Binnenstad werd ondergebracht in vak 2. Verschillende grote hoofdgangen hadden namen gekregen, zoals de Alphaweg, de KLM-weg en de Bloemenweg. Door Harry Koene werd er aan het begin van de Bloemenweg een scrafito gemaakt van een bloem.
Op de hoofdroutes werden op de muren aanduidingen aangebracht die de mensen de weg wezen naar de verschillende vakken en naar de wc's.

## Ingangen
Binnen het Sint-Pietersbergplan maakte men gebruik van verschillende ingangen:
- Hoofdingang in de helling onder Hoeve Zonneberg
- Ingang Tennisbaan (secundair)
- Ingang achter de kerk (bij schietbaan)
- Ingang Ceulen (aan de Ganzendries, Noordelijk Gangenstelsel)
- Ingang NEKAMI (Groeve van der Zwaan)

In 1943 werd het Padvindersgat, die de verbinding vormt tussen het Noordelijk Gangenstelsel en Gangenstelsel Zonneberg vergroot om deze doorgang voldoende groot te laten zijn.

## Infrastructuur
Om het verblijf van duizenden mensen voor langere tijd mogelijk te maken moesten er tal van voorzieningen worden aangelegd. Deze voorzieningen waren onder andere:
- Vijf bakovens voor een ondergrondse bakkerij, waarbij de rook afgevoerd werd door een dertig meter lange schoorsteen, bovengronds uitkomende achter de Hoeve Zonneberg.[6][9] Van de vijf heteluchtovens zijn er maar drie uiteindelijk geïnstalleerd, maar alle vijf samen hadden 10.000 broden per dag kunnen produceren.[4]
- Drie waterpompstations die grondwater uit de bodem oppompten en opslagplaatsen voor het water.[4] Er was warm water doordat het opgepompte water langs de ovens werd gevoerd.[4] Op bepaalde tijden mochten de mensen uit een bepaald vak van dit warme water gebruik maken.[6]
- Dieselapparaten waarop gekookt werd.[6]
- Honderden provisorische toiletten op diverse plaatsen in het gangenstelsel.[6]
- Elektrische verlichting die in de gangen was opgehangen.[3]
- Een omroepinstallatie om berichten door te geven via luidsprekertjes, waarvan de haken nu nog in de muur zitten.[3][6]
- Meerdere kapelletjes: twee katholieke en een protestantse.[3][4]
- In het Noordelijk Gangenstelsel een ziekenhuis, ingericht even ten noorden van het Padvindersgat tussen deze doorgang en de Van Schaïktunnel.[1]
- Een psychiatrische afdeling (GGD) ten zuiden van het Padvindersgat.[1][3]

De mensen sliepen in de gangen op bedjes van stro.
De Kerk van Sint-Pieter boven werd als depot gebruikt voor de opslag van diverse levensmiddelen, omdat het ondergronds te vochtig was. Er lag 125.000 kilo meel voor de ondergrondse bakkerij, gecondenseerde melk, zout en andere levensmiddelen.